# 22 Dywizja Strzelecka (ZSRR)
22 Dywizja Strzelców (ros. 22-я стрелковая дивизия) – związek taktyczny piechoty Armii Czerwonej.
W czerwcu 1941 roku pod dow. płk W.A. Semenowa w składzie 26 Korpusu Strzeleckiego, 1 Armii Dalekowschodniej.

## Struktura organizacyjna
- 211 Pułk Strzelecki
- 246 Pułk Strzelecki
- 304 Pułk Strzelecki
- 157 Pułk Artylerii
- 182 Pułk Artylerii
- dywizjon przeciwpancerny
- dywizjon artylerii przeciwlotniczej
- batalion rozpoznawczy
- batalion saperów
- inne służby.